# Rhodesiella flavitibia
Rhodesiella flavitibia är en tvåvingeart som först beskrevs av Oswald Duda 1934.  Rhodesiella flavitibia ingår i släktet Rhodesiella och familjen fritflugor. Inga underarter finns listade i Catalogue of Life.